# Liste des navires de la Marine chinoise
Cet article dresse la liste des navires de la Marine chinoise (Marine de l'Armée populaire de libération) en service.
Le contenu de cette liste peut être erroné ou incomplet du fait du manque de sources officielles et de la confidentialité entourant les effectifs de l'Armée populaire de libération.
En 2019, avec plus de 600 bâtiments et un déplacement total de plus de 1,5 million de tonnes, la Marine chinoise est la plus grande marine d'Asie et la deuxième plus grande au monde loin derrière l'US Navy (4,5 millions de tonnes).
En 2023 on estime que la marine chinoise emploie environ 260 000 hommes.
| 418 Bâtiments de combat                  | 418 Bâtiments de combat                    | 418 Bâtiments de combat                 |
| ---------------------------------------- | ------------------------------------------ | --------------------------------------- |
| 2 Porte-avions                           | 30 Destroyers                              | 45 Frégates                             |
| 42 Corvettes                             | 104 Patrouilleurs                          | 34 Chasseurs de mines                   |
| 6 Transports de chalands de débarquement | 41 Bâtiments de débarquement de chars      | 115 Chalands de débarquement            |
| 65 Sous-marins                           |                                            |                                         |
| 5 Sous-marins nucléaire lanceur d'engins | 8 Sous-marins nucléaire d'attaque          | 52 Sous-marins conventionnel            |
| Plus de 230 auxiliaires dont :           |                                            |                                         |
| 12 Pétroliers-ravitailleurs              | 10 Bâtiments collecteurs de renseignements | 6 Bâtiments de sauvetage de sous-marins |
|                                          |                                            |                                         |

| 418 Bâtiments de combat Dont 92 bâtiments de surface principaux | 418 Bâtiments de combat Dont 92 bâtiments de surface principaux | 418 Bâtiments de combat Dont 92 bâtiments de surface principaux |
| --------------------------------------------------------------- | --------------------------------------------------------------- | --------------------------------------------------------------- |
| 2+1 (en cours d'armement) Porte-avions                          | 42 Destroyers                                                   | 41 Frégates                                                     |
| 50 Corvettes                                                    | 142+25 Patrouilleurs                                            | 57 Chasseurs de mines                                           |
| 11 Navire d'assaut amphibie                                     | 49 Bâtiments de débarquement de chars                           | 115+255 Chalands de débarquement                                |
| 59 Sous-marins                                                  |                                                                 |                                                                 |
| 6 Sous-marins nucléaire lanceur d'engins                        | 6 Sous-marins nucléaire d'attaque                               | 47 Sous-marins conventionnel                                    |
| Plus de 230 auxiliaires dont :                                  |                                                                 |                                                                 |
| 47+16 Pétroliers-ravitailleurs                                  | 19 Bâtiments collecteurs de renseignements                      | 24 Bâtiments de sauvetage de sous-marins et Bateau de sauvetage |
| 8 Navire-hôpital                                                | 21 Navires de surveillance océanographique                      | 3 Navire de réparation                                          |
| 2 Brise-glace                                                   | 13 Remorqueur                                                   | 4 Transport de troupes                                          |
|                                                                 |                                                                 |                                                                 |

En 2019 rès de 50 bâtiments de combat et bâtiments auxiliaires majeur sont en cours de construction ou en période de test en mer.
Le nombre précis de sous-marins et de bâtiments auxiliaires mineur en construction est inconnu.
Pour des raisons historiques, L'Armée de terre chinoise dispose aussi de bâtiments amphibies.
Note : Le " Déplacement " désigne le déplacement à pleine charge des bâtiments (quand elle est connue)

## Porte-avions
Lien : Le programme aéronaval chinois 
|                                                                                            | Classe   | Numéro | Nom           | Déplacement | Lancement     | Admis au service  | Statut                 |
| ------------------------------------------------------------------------------------------ | -------- | ------ | ------------- | ----------- | ------------- | ----------------- | ---------------------- |
|                                                                                            | Type 003 |        | 福建舰 Fujian | 80 000 t.   | 17 juin 2022  |                   | Essais en mer en cours |
|                                                                                            | Type 002 | 17     | 山东 Shandong | 70 000 t.   | 26 avril 2017 | 17 décembre 2019  | Actif                  |
|                                                                                            |          |        |               |             |               |                   |                        |
|                                                                                            | Type 001 | 16     | 辽宁 Liaoning | 67 500 t.   | 2011          | 25 septembre 2012 | Actif                  |
|                                                                                            |          |        |               |             |               |                   |                        |
| Légende : « Actif » Un ou plusieurs navires de cette classe sont en cours de construction. |          |        |               |             |               |                   |                        |

## Bâtiments amphibies
Note : Pour des raisons historiques, L'Armée de terre chinoise dispose aussi de bâtiments amphibies.

### Navires d'assaut amphibies
|    | Classe   | Numéro       | Nom             | Déplacement | Lancement         | Admis au service | Statut |
| -- | -------- | ------------ | --------------- | ----------- | ----------------- | ---------------- | ------ |
|    | Type 075 | 31           | 海南 Hainan     | 37 000 t.   | 25 septembre 2019 | 23 avril 2021    | Actif  |
| 32 | Type 075 | 广西 Guangxi | 22 avril 2019   | 37 000 t.   | Décembre 2021     |                  | Actif  |
| 33 | Type 075 | 安徽 Anhui   | 29 janvier 2019 | 37 000 t.   | 10 novembre 2022  |                  | Actif  |

### Transports de chalands de débarquement
|                                                                                            | Classe   | Numéro               | Nom                | Déplacement | Lancement         | Admis au service | Statut |
| ------------------------------------------------------------------------------------------ | -------- | -------------------- | ------------------ | ----------- | ----------------- | ---------------- | ------ |
|                                                                                            | Type 071 | 998                  | 昆仑山 Kunlun Shan | 25 000 t.   | 21 décembre 2006  | 30 novembre 2007 | Actif  |
| 999                                                                                        | Type 071 | 井冈山 Jinggang Shan | 18 novembre 2010   | 25 000 t.   | 30 octobre 2011   |                  | Actif  |
| 989                                                                                        | Type 071 | 长白山 Changbai Shan | 26 septembre 2011  | 25 000 t.   | 23 septembre 2012 |                  | Actif  |
| 988                                                                                        | Type 071 | 沂蒙山 Yimeng Shan   | 22 janvier 2015    | 25 000 t.   | 1er février 2016  |                  | Actif  |
| 980                                                                                        | Type 071 | 龙虎山 Longhu Shan   | 15 juin 2017       | 25 000 t.   | 12 septembre 2018 |                  | Actif  |
| 987                                                                                        | Type 071 | 五指山 Wuzhi Shan    | 20 janvier 2018    | 25 000 t.   | 12 janvier 2019   |                  | Actif  |
| 986                                                                                        | Type 071 | 四明山 Wanyang Shan  | 28 décembre 2018   | 25 000 t.   | 2020              |                  | Actif  |
| 985                                                                                        | Type 071 | 祁连山 Qilian Shan   | 6 juin 2019        | 25 000 t.   | 2020              |                  | Actif  |
| Légende : « Actif » Un ou plusieurs navires de cette classe sont en cours de construction. |          |                      |                    |             |                   |                  |        |

### Bâtiments de débarquement de chars
Note : Le 4e bâtiment amphibie Type 072 III (en), " Haiyang Shan (en) " effectue actuellement des sorties en mer avec un prototype de canon électromagnétique a son bord.
|    | Classe            | Rang | Numéro         | Nom               | Déplacement | Lancement       | Admis au service | Statut |
| -- | ----------------- | ---- | -------------- | ----------------- | ----------- | --------------- | ---------------- | ------ |
|    | Type 072A (en)    | 1    | 913            | Baxian Shan       | 4 800 t.    | -               | 2003             | Actif  |
| 2  | Type 072A (en)    | 911  | Tianzhu Shan   | -                 | 4 800 t.    | 2003            |                  | Actif  |
| 3  | Type 072A (en)    | 992  | Huading Shan   | -                 | 4 800 t.    | 2003            |                  | Actif  |
| 4  | Type 072A (en)    | 993  | Luoxiao Shan   | -                 | 4 800 t.    | 2003            |                  | Actif  |
| 5  | Type 072A (en)    | 912  | Daqing Shan    | -                 | 4 800 t.    | 2004            |                  | Actif  |
| 6  | Type 072A (en)    | 994  | Daiyun Shan    | -                 | 4 800 t.    | 2004            |                  | Actif  |
| 7  | Type 072A (en)    | 995  | Wanyan Shan    | -                 | 4 800 t.    | 2004            |                  | Actif  |
| 8  | Type 072A (en)    | 996  | Laotie Shan    | -                 | 4 800 t.    | 2005            |                  | Actif  |
| 9  | Type 072A (en)    | 997  | Yunwu Shan     | -                 | 4 800 t.    | Octobre 2004    |                  | Actif  |
| 10 | Type 072A (en)    | 981  | Dabie Shan     | 29 septembre 2014 | 4 800 t.    | 23 mai 2015     |                  | Actif  |
| 11 | Type 072A (en)    | 982  | Taihang Shan   | 28 décembre 2014  | 4 800 t.    | 22 octobre 2015 |                  | Actif  |
| 12 | Type 072A (en)    | 914  | Wuyi Shan      | 6 février 2015    | 4 800 t.    | 7 mars 2016     |                  | Actif  |
| 13 | Type 072A (en)    | 915  | Culai Shan     | Juillet 2015      | 4 800 t.    | 7 mars 2016     |                  | Actif  |
| 14 | Type 072A (en)    | 916  | Tianmu Shan    | 28 juillet 2015   | 4 800 t.    | 12 janvier 2016 |                  | Actif  |
| 15 | Type 072A (en)    | 917  | Wutai Shan     | -                 | 4 800 t.    | 7 mars 2016     |                  | Actif  |
|    |                   |      |                |                   |             |                 |                  |        |
|    | Type 072 III (en) | 1    | 991            | Emei shan         | 4 800 t.    | -               | Septembre 1992   | Actif  |
| 2  | Type 072 III (en) | 934  | Danxia Shan    | -                 | 4 800 t.    | Septembre 1995  |                  | Actif  |
| 3  | Type 072 III (en) | 935  | Xuefeng Shan   | -                 | 4 800 t.    | Décembre 1995   |                  | Actif  |
| 4  | Type 072 III (en) | 936  | Haiyang Shan   | -                 | 4 800 t.    | Mai 1996        |                  | Actif  |
| 5  | Type 072 III (en) | 937  | Qingcheng Shan | -                 | 4 800 t.    | Août 1996       |                  | Actif  |
| 6  | Type 072 III (en) | 938  | Lulian Shan    | -                 | 4 800 t.    | Août 1996       |                  | Actif  |
| 7  | Type 072 III (en) | 908  | Yandang Shan   | -                 | 4 800 t.    | Janvier 1997    |                  | Actif  |
| 8  | Type 072 III (en) | 909  | Jiuhua Shan    | -                 | 4 800 t.    | Avril 2000      |                  | Actif  |
| 9  | Type 072 III (en) | 910  | Putuo Shan     | -                 | 4 800 t.    | Août 2000       |                  | Actif  |
| 10 | Type 072 III (en) | 939  | Huanggang Shan | -                 | 4 800 t.    | Décembre 2001   |                  | Actif  |
| 11 | Type 072 III (en) | 940  | Tiantai Shan   | -                 | 4 800 t.    | Avril 2002      |                  | Actif  |
|    | Classe            | Rang | Numéro         | Nom               | Déplacement | Lancement       | Admis au service | Statut |
|    | Type 072 II (en)  | 1    | 930            | Lingyan Shan      | 4 170 t.    | -               | 1993             | Actif  |
| 2  | Type 072 II (en)  | 931  | Dongting Shan  | Mai 1993          | 4 170 t.    | Juin 1994       |                  | Actif  |
| 3  | Type 072 II (en)  | 932  | Helan Shan     | -                 | 4 170 t.    | 1994            |                  | Actif  |
| 4  | Type 072 II (en)  | 933  | Liupan Shan    | -                 | 4 170 t.    | 1995            |                  | Actif  |
|    |                   |      |                |                   |             |                 |                  |        |
|    | Type 073A (en)    | 1    | 941            | Sheng Shan        | 2 000 t.    | -               | 2004             | Actif  |
| 2  | Type 073A (en)    | 942  | Lu Shan        | -                 | 2 000 t.    | 2004            |                  | Actif  |
| 3  | Type 073A (en)    | 943  | Meng Shan      | -                 | 2 000 t.    | 2004            |                  | Actif  |
| 4  | Type 073A (en)    | 944  | Yu Shan        | -                 | 2 000 t.    | 2004            |                  | Actif  |
| 5  | Type 073A (en)    | 945  | Hua Shan       | -                 | 2 000 t.    | 2004            |                  | Actif  |
| 6  | Type 073A (en)    | 946  | Song Shan      | -                 | 2 000 t.    | 2004            |                  | Actif  |
| 7  | Type 073A (en)    | 947  | Lu Shan        | -                 | 2 000 t.    | 2004            |                  | Actif  |
| 8  | Type 073A (en)    | 948  | Xue Shan       | -                 | 2 000 t.    | 2004            |                  | Actif  |
| 9  | Type 073A (en)    | 949  | Heng Shan      | -                 | 2 000 t.    | 2004            |                  | Actif  |
| 10 | Type 073A (en)    | 950  | Tai Shan       | -                 | 2 000 t.    | 2004            |                  | Actif  |
|    |                   |      |                |                   |             |                 |                  |        |
|    | Type 073 III (en) | 1    | 990            | Jincheng Shan     | 1 850 t.    | Mai 1991        | Août 1995        | Actif  |
|    |                   |      |                |                   |             |                 |                  |        |

### Chalands de débarquement
|                                                                                            | Classe            | Rang    | Numéro          | Déplacement | Admis en service | Statut |
| ------------------------------------------------------------------------------------------ | ----------------- | ------- | --------------- | ----------- | ---------------- | ------ |
|                                                                                            | Type 074A (en)    | 1       | 3128            | 1 100 t.    | 2004             | Actif  |
| 2                                                                                          | Type 074A (en)    | 3315    | 2004            | 1 100 t.    |                  | Actif  |
| 3                                                                                          | Type 074A (en)    | 3232    | 2005            | 1 100 t.    |                  | Actif  |
| 4                                                                                          | Type 074A (en)    | 3129    | 2004            | 1 100 t.    |                  | Actif  |
| 5                                                                                          | Type 074A (en)    | 3316    | 2004            | 1 100 t.    |                  | Actif  |
| 6                                                                                          | Type 074A (en)    | 3317    | 2004            | 1 100 t.    |                  | Actif  |
| 7                                                                                          | Type 074A (en)    | 3318    | 2004            | 1 100 t.    |                  | Actif  |
| 8                                                                                          | Type 074A (en)    | 3233    | 2004            | 1 100 t.    |                  | Actif  |
| 9                                                                                          | Type 074A (en)    | 3234    | 2004            | 1 100 t.    |                  | Actif  |
| 10                                                                                         | Type 074A (en)    | 3234    | 2005            | 1 100 t.    |                  | Actif  |
|                                                                                            |                   |         |                 |             |                  |        |
|                                                                                            | Type 074 (en)     | 1       | 3111            | 800 t.      | 1995 -           | Actif  |
| 2                                                                                          | Type 074 (en)     | 3112    |                 | 800 t.      | 1995 -           | Actif  |
| 3                                                                                          | Type 074 (en)     | 3113    |                 | 800 t.      | 1995 -           | Actif  |
| 4                                                                                          | Type 074 (en)     | 3115    |                 | 800 t.      | 1995 -           | Actif  |
| 5                                                                                          | Type 074 (en)     | 3116    |                 | 800 t.      | 1995 -           | Actif  |
| 6                                                                                          | Type 074 (en)     | 3117    |                 | 800 t.      | 1995 -           | Actif  |
| 7                                                                                          | Type 074 (en)     | 3129    |                 | 800 t.      | 1995 -           | Actif  |
| 8                                                                                          | Type 074 (en)     | 3131    |                 | 800 t.      | 1995 -           | Actif  |
| 9                                                                                          | Type 074 (en)     | 3144    |                 | 800 t.      | 1995 -           | Actif  |
| 10                                                                                         | Type 074 (en)     | 3357    | 10 février 2017 | 800 t.      |                  | Actif  |
| 11                                                                                         | Type 074 (en)     | 3358    | 2018            | 800 t.      |                  | Actif  |
| 12                                                                                         | Type 074 (en)     | 3359    | -               | 800 t.      | Essai en mer     |        |
|                                                                                            | Classe            | Nombre  | Nombre          | Déplacement | Admis au service | Statut |
|                                                                                            | Type 271 III (en) | ≈ 45    | ≈ 45            | 610 t.      | 1979 -           | Actif  |
|                                                                                            |                   |         |                 |             |                  |        |
|                                                                                            | Type 271 IID (en) | ≈ 15    | ≈ 15            | 507 t.      | 1975 -           | Actif  |
|                                                                                            | Classe            | Rang    | Numéro          | Déplacement | Admis au service | Actif  |
| Véhicules de débarquement sur coussin d'air                                                |                   |         |                 |             |                  |        |
|                                                                                            | Project 958       | 1       | 3325            | 555 t.      | 2014             | Actif  |
| 2                                                                                          | Project 958       | 3326    | Décembre 2015   | 555 t.      |                  | Actif  |
| 3                                                                                          | Project 958       | 3327    | 7 octobre 2017  | 555 t.      |                  | Actif  |
|                                                                                            |                   |         |                 |             |                  |        |
|                                                                                            | Type 726A (en)    | 1       | 3330            | 160 t.      | 2016             | Actif  |
| 2                                                                                          | Type 726A (en)    | 3331    | 2016            | 160 t.      |                  | Actif  |
| 3                                                                                          | Type 726A (en)    | 3332    | 2016            | 160 t.      |                  | Actif  |
| 4                                                                                          | Type 726A (en)    | 3333    | 2016            | 160 t.      |                  | Actif  |
| 5                                                                                          | Type 726A (en)    | 3336    | 10 janvier 2018 | 160 t.      |                  | Actif  |
| 6                                                                                          | Type 726A (en)    | 3337    | 10 janvier 2018 | 160 t.      |                  | Actif  |
| 7                                                                                          | Type 726A (en)    | 3338    | 10 janvier 2018 | 160 t.      |                  | Actif  |
| 8                                                                                          | Type 726A (en)    | 3339    | 10 janvier 2018 | 160 t.      |                  | Actif  |
|                                                                                            |                   |         |                 |             |                  |        |
|                                                                                            | Type 726 (en)     | 1       | 3320            | 160 t.      | 2011             | Actif  |
| 2                                                                                          | Type 726 (en)     | 3321    | 2013            | 160 t.      |                  | Actif  |
| 3                                                                                          | Type 726 (en)     | 3322    | 2013            | 160 t.      |                  | Actif  |
|                                                                                            | Classe            | Nombre  | Nombre          | Déplacement | Admis au service | Statut |
|                                                                                            | Type 724 (en)     | 20 - 30 | 20 - 30         | 7 t.        | 1994 -           | Actif  |
| Légende : « Actif » Un ou plusieurs navires de cette classe sont en cours de construction. |                   |         |                 |             |                  |        |

## Navires combattants de surface

### Destroyers
|                                                                                            | Classe             | Rang | Numéro              | Nom               | Déplacement | Lancement        | Admis au service | Statut |
| ------------------------------------------------------------------------------------------ | ------------------ | ---- | ------------------- | ----------------- | ----------- | ---------------- | ---------------- | ------ |
|                                                                                            | Type 055           | 1    | 101                 | 南昌 Nanchang     | 12 000 t.   | 28 juin 2017     | 12 janvier 2020  | Actif  |
| 2                                                                                          | Type 055           | 102  | 拉萨 Lhasa          | 28 avril 2018     | 12 000 t.   | 7 mars 2021      |                  | Actif  |
| 3                                                                                          | Type 055           | 105  | 大连 / Dalian       | 3 juillet 2018    | 12 000 t.   | 23 avril 2021    |                  | Actif  |
| 4                                                                                          | Type 055           | 106  | 延安 / Yan'an       | 3 juillet 2018    | 12 000 t.   | 22 février 2022  |                  | Actif  |
| 5                                                                                          | Type 055           | 103  | 鞍山 / Anshan       | 15 septembre 2019 | 12 000 t.   | 11 novembre 2021 |                  | Actif  |
| 6                                                                                          | Type 055           | 107  | 遵义 / Zunyi        | 26 décembre 2019  | 12 000 t.   | Novembre 2022    |                  | Actif  |
| 7                                                                                          | Type 055           | 104  | 无锡 / Wuxi         | 9 mai 2020        | 12 000 t.   | 10 mars 2022     |                  | Actif  |
| 8                                                                                          | Type 055           | 108  | 咸阳 / Xianyang     | 30 aout 2020      | 12 000 t.   | Février 2023     |                  | Actif  |
|                                                                                            |                    |      |                     |                   |             |                  |                  |        |
|                                                                                            | Type 052D          | 1    | 172                 | 昆明 Kunming      | 7 500 t.    | 28 août 2012     | 21 mars 2014     | Actif  |
| 2                                                                                          | Type 052D          | 173  | 长沙 Changsha       | 28 décembre 2012  | 7 500 t.    | 14 août 2015     |                  | Actif  |
| 3                                                                                          | Type 052D          | 174  | 合肥 Hefei          | 1er juillet 2013  | 7 500 t.    | 12 décembre 2015 |                  | Actif  |
| 4                                                                                          | Type 052D          | 175  | 银川 Yinchuan       | 30 mars 2014      | 7 500 t.    | 12 juillet 2016  |                  | Actif  |
| 5                                                                                          | Type 052D          | 117  | 西宁 Xining         | 26 août 2014      | 7 500 t.    | 22 janvier 2017  |                  | Actif  |
| 6                                                                                          | Type 052D          | 154  | 厦门 Xiamen         | 30 décembre 2014  | 7 500 t.    | 10 juin 2017     |                  | Actif  |
| 7                                                                                          | Type 052D          | 118  | 乌鲁木齐 Urumqi     | 7 juillet 2015    | 7 500 t.    | Janvier 2018     |                  | Actif  |
| 8                                                                                          | Type 052D          | 119  | 贵阳 Guiyang        | 28 novembre 2015  | 7 500 t.    | 22 février 2019  |                  | Actif  |
| 9                                                                                          | Type 052D          | 155  | 南京 Nanjing        | 28 décembre 2015  | 7 500 t.    | 2 avril 2018     |                  | Actif  |
| 10                                                                                         | Type 052D          | 131  | 太原 Taiyuan        | 28 juillet 2016   | 7 500 t.    | 29 novembre 2018 |                  | Actif  |
| 11                                                                                         | Type 052D          | 161  | 呼和浩特 Hohhot     | 26 décembre 2016  | 7 500 t.    | 12 janvier 2019  |                  | Actif  |
| 12                                                                                         | Type 052D          | 120  | 成都 Chengdu        | 3 août 2016       | 7 500 t.    | 22 novembre 2019 |                  | Actif  |
| 14                                                                                         | Type 052D          | 156  | 淄博 Zibo           | 7 juillet 2018    | 7 500 t.    | 12 janvier 2020  |                  | Actif  |
| 13                                                                                         | Type 052D          | 121  | 齐齐哈尔 Qiqihar    | 16 juin 2017      | 7 500 t.    | 14 août 2020     |                  | Actif  |
| 15                                                                                         | Type 052D          | 123  | 淮南 Huainan        | 15 avril 2019     | 7 500 t.    | Février 2021     |                  | Actif  |
| 16                                                                                         | Type 052D          | 132  | 苏州 Suzhou         | 18 décembre 2018  | 7 500 t.    | 15 janvier 2021  |                  | Actif  |
| 17                                                                                         | Type 052D          | 122  | 唐山 Tangshan       | 7 juillet 2018    | 7 500 t.    | 14 août 2020     |                  | Actif  |
| 18                                                                                         | Type 052D          | 162  | 南宁 Nanning        | 23 février 2019   | 7 500 t.    | 12 avril 2021    |                  | Actif  |
| 19                                                                                         | Type 052D          | 124  | 开封 Kaifeng        | 10 mai 2019       | 7 500 t.    | 16 avril 2021    |                  | Actif  |
| 20                                                                                         | Type 052D          | 164  | 桂林 Guilin         | 26 septembre 2019 | 7 500 t.    | Septembre 2021   |                  | Actif  |
| 21                                                                                         | Type 052D          | 165  | 湛江 Zhanjiang      | 10 mai 2019       | 7 500 t.    | 25 décembre 2021 |                  | Actif  |
| 22                                                                                         | Type 052D          | 133  | 包头 Baotou         | 28 août 2019      | 7 500 t.    | 28 décembre 2021 |                  | Actif  |
| 23                                                                                         | Type 052D          | 163  | 焦作 Jiaozuo        | 28 décembre 2019  | 7 500 t.    | 17 janvier 2022  |                  | Actif  |
| 24                                                                                         | Type 052D          | 134  | 绍兴 Shaoxing       | 26 décembre 2019  | 7 500 t.    | Février 2022     |                  | Actif  |
| 25                                                                                         | Type 052D          | 157  | 丽水 Lishui         | 30 août 2020      | 7 500 t.    | juin 2022        |                  | Actif  |
|                                                                                            |                    |      |                     |                   |             |                  |                  |        |
|                                                                                            | Type 052C          | 1    | 170                 | 兰州 Lanzhou      | 7 000 t.    | 29 avril 2003    | 18 octobre 2005  | Actif  |
| 2                                                                                          | Type 052C          | 171  | 海口 Haikou         | 30 octobre 2003   | 7 000 t.    | 26 décembre 2005 |                  | Actif  |
| 3                                                                                          | Type 052C          | 150  | 长春 Changchun      | 28 octobre 2010   | 7 000 t.    | 31 janvier 2013  |                  | Actif  |
| 4                                                                                          | Type 052C          | 151  | 郑州 Zhengzhou      | 20 juillet 2011   | 7 000 t.    | 26 décembre 2013 |                  | Actif  |
| 5                                                                                          | Type 052C          | 152  | 济南 Jinan          | Janvier 2012      | 7 000 t.    | 22 décembre 2014 |                  | Actif  |
| 6                                                                                          | Type 052C          | 153  | 西安 Xi'an          | Juillet 2012      | 7 000 t.    | 9 février 2015   |                  | Actif  |
|                                                                                            | Classe             | Rang | Numéro              | Nom               | Déplacement | Lancement        | Admis au service | Statut |
|                                                                                            | Type 051C          | 1    | 115                 | 沈阳 Shenyang     | 7 100 t.    | 28 décembre 2004 | 1er janvier 2006 | Actif  |
| 2                                                                                          | Type 051C          | 116  | 石家庄 Shijiazhuang | 26 juin 2005      | 7 100 t.    | 22 janvier 2007  |                  | Actif  |
|                                                                                            |                    |      |                     |                   |             |                  |                  |        |
|                                                                                            | Type 052B          | 1    | 168                 | 广州 Guangzhou    | 6 500 t.    | 20 mai 2002      | 15 juillet 2004  | Actif  |
| 2                                                                                          | Type 052B          | 169  | 武汉 Wuhan          | Octobre 2002      | 6 500 t.    | Décembre 2004    |                  | Actif  |
|                                                                                            |                    |      |                     |                   |             |                  |                  |        |
|                                                                                            | Project 956EM (en) | 1    | 138                 | 泰州 Taizhou      | 8000 t.     | 23 juillet 2004  | 15 février 2006  | Actif  |
| 2                                                                                          | Project 956EM (en) | 139  | 宁波 Ningbo         | 23 juillet 2004   | 8000 t.     | 18 novembre 2006 |                  | Actif  |
|                                                                                            |                    |      |                     |                   |             |                  |                  |        |
|                                                                                            | Project 956E (en)  | 1    | 136                 | 杭州 Hanzhou      | 8000 t.     | Mai 1994         | 11 février 2000  | Actif  |
| 2                                                                                          | Project 956E (en)  | 137  | 福州 Fuzhou         | 1998              | 8000 t.     | 16 janvier 2001  |                  | Actif  |
|                                                                                            |                    |      |                     |                   |             |                  |                  |        |
|                                                                                            | Type 051B (en)     | 1    | 167                 | 深圳 Shenzhen     | 6 100 t.    | 16 octobre 1997  | Février 1999     | Actif  |
|                                                                                            |                    |      |                     |                   |             |                  |                  |        |
|                                                                                            | Type 052           | 1    | 112                 | 哈尔滨 Harbin     | 4 800 t.    | 28 août 1991     | 8 mai 1994       | Actif  |
| 2                                                                                          | Type 052           | 113  | 青岛 Qingdao        | 18 octobre 1993   | 4 800 t.    | 28 mai 1996      |                  | Actif  |
| Légende : « Actif » Un ou plusieurs navires de cette classe sont en cours de construction. |                    |      |                     |                   |             |                  |                  |        |

### Frégates
|    | Classe           | Rang | Numéro         | Nom               | Déplacement | Lancement         | Admis au service  | Statut |
| -- | ---------------- | ---- | -------------- | ----------------- | ----------- | ----------------- | ----------------- | ------ |
|    | Type 054+        | 1    | 577            | 黄冈 Huanggang    | 4 053 t.    | 28 avril 2013     | 16 janvier 2015   | Actif  |
| 2  | Type 054+        | 576  | 大庆 Daqing    | 8 octobre 2013    | 4 053 t.    | 16 janvier 2015   |                   | Actif  |
| 3  | Type 054+        | 578  | 扬州 Yangzhou  | 30 septembre 2013 | 4 053 t.    | 21 septembre 2015 |                   | Actif  |
| 4  | Type 054+        | 579  | 邯郸 Handan    | 26 juillet 2014   | 4 053 t.    | 16 août 2015      |                   | Actif  |
| 5  | Type 054+        | 532  | 荆州 Jingzhou  | 22 janvier 2015   | 4 053 t.    | 5 janvier 2016    |                   | Actif  |
| 6  | Type 054+        | 531  | 湘潭 Xiangtan  | 19 mars 2015      | 4 053 t.    | 24 février 2016   |                   | Actif  |
| 7  | Type 054+        | 515  | 滨州 Binzhou   | 13 décembre 2015  | 4 053 t.    | 29 décembre 2016  |                   | Actif  |
| 8  | Type 054+        | 536  | 许昌 Xuchang   | 30 mai 2016       | 4 053 t.    | 23 juin 2017      |                   | Actif  |
| 9  | Type 054+        | 539  | 芜湖 Wuhu      | 8 juin 2016       | 4 053 t.    | 29 juin 2017      |                   | Actif  |
| 10 | Type 054+        | 598  | 日照 Rizhao    | 1er avril 2017    | 4 053 t.    | 12 janvier 2018   |                   | Actif  |
| 11 | Type 054+        | 599  | 安阳 Anyang    | 28 mars 2017      | 4 053 t.    | 12 mars 2018      |                   | Actif  |
| 12 | Type 054+        | 500  | 咸宁 Xianning  | 22 septembre 2017 | 4 053 t.    | 28 août 2018      |                   | Actif  |
| 13 | Type 054+        | 601  | 南通 Nantong   | 16 décembre 2017  | 4 053 t.    | 23 janvier 2019   |                   | Actif  |
| 14 | Type 054+        | 542  | 枣庄 Zaozhuang | 30 juin 2018      | 4 053 t.    | 22 février 2019   |                   | Actif  |
|    |                  |      |                |                   |             |                   |                   |        |
|    | Type 054A        | 1    | 529            | 舟山 Zhoushan     | 4 053 t.    | 21 décembre 2006  | 3 janvier 2008    | Actif  |
| 2  | Type 054A        | 530  | 徐州 Xuzhou    | 30 septembre 2006 | 4 053 t.    | 27 janvier 2008   |                   | Actif  |
| 3  | Type 054A        | 570  | 黄山 Huangshan | 19 mars 2007      | 4 053 t.    | 13 mai 2008       |                   | Actif  |
| 4  | Type 054A        | 568  | 衡阳 Hengyang  | 23 mai 2007       | 4 053 t.    | 30 juin 2008      |                   | Actif  |
| 5  | Type 054A        | 571  | 运城 Yuncheng  | 8 février 2009    | 4 053 t.    | 27 janvier 2010   |                   | Actif  |
| 6  | Type 054A        | 569  | 玉林 Yulin     | 28 avril 2009     | 4 053 t.    | 1er février 2010  |                   | Actif  |
| 7  | Type 054A        | 548  | 益阳 Yiyang    | 17 novembre 2009  | 4 053 t.    | 26 octobre 2010   |                   | Actif  |
| 8  | Type 054A        | 549  | 常州 Changzhou | 21 mai 2010       | 4 053 t.    | 30 mai 2011       |                   | Actif  |
| 9  | Type 054A        | 538  | 烟台 Yantai    | 24 août 2010      | 4 053 t.    | 30 juillet 2011   |                   | Actif  |
| 10 | Type 054A        | 546  | 盐城 Yancheng  | 27 avril 2011     | 4 053 t.    | 5 juin 2012       |                   | Actif  |
| 11 | Type 054A        | 572  | 衡水 HengShui  | 21 mai 2011       | 4 053 t.    | 9 juillet 2012    |                   | Actif  |
| 12 | Type 054A        | 573  | 柳州 Liuzhou   | 10 décembre 2011  | 4 053 t.    | 26 décembre 2012  |                   | Actif  |
| 13 | Type 054A        | 547  | 临沂 Linyi     | 13 décembre 2011  | 4 053 t.    | 22 décembre 2012  |                   | Actif  |
| 14 | Type 054A        | 575  | 岳阳 Yueyang   | 9 mai 2012        | 4 053 t.    | 3 mai 2013        |                   | Actif  |
| 15 | Type 054A        | 550  | 潍坊 Weifang   | 9 juillet 2012    | 4 053 t.    | 22 juin 2013      |                   | Actif  |
| 16 | Type 054A        | 574  | 三亚 Sanya     | 30 novembre 2012  | 4 053 t.    | 13 décembre 2013  |                   | Actif  |
|    | Classe           | Rang | Numéro         | Nom               | Déplacement | Lancement         | Admis au service  | Statut |
|    | Type 054         | 1    | 525            | 马鞍山 Ma'anshan  | 3 900 t.    | 11 septembre 2003 | 18 février 2005   | Actif  |
| 2  | Type 054         | 526  | 温州 Wenzhou   | 6 novembre 2003   | 3 900 t.    | 26 septembre 2005 |                   | Actif  |
|    |                  |      |                |                   |             |                   |                   |        |
|    | Type 053H3       | 1    | 564            | 宜昌 Yichang      | 2 390 t.    | Décembre 1997     | Décembre 1999     | Actif  |
| 2  | Type 053H3       | 523  | 莆田 Putian    | Janvier 1998      | 2 390 t.    | Décembre 1999     |                   | Actif  |
| 3  | Type 053H3       | 524  | 三明 Sanyang   | Décembre 1998     | 2 390 t.    | 25 décembre 1999  |                   | Actif  |
| 4  | Type 053H3       | 565  | 葫芦岛 Huludao | -                 | 2 390 t.    | 31 juillet 2000   |                   | Actif  |
| 5  | Type 053H3       | 566  | 怀化 Huaihua   | Octobre 2000      | 2 390 t.    | 2 juillet 2002    |                   | Actif  |
| 6  | Type 053H3       | 567  | 襄阳 Xiangyang | -                 | 2 390 t.    | Mai 2002          |                   | Actif  |
| 7  | Type 053H3       | 528  | 绵阳 Mianyang  | Mai 2004          | 2 390 t.    | Avril 2005        |                   | Actif  |
| 8  | Type 053H3       | 527  | 洛阳 Luoyang   | Août 2004         | 2 390 t.    | Septembre 2005    |                   | Actif  |
|    |                  |      |                |                   |             |                   |                   |        |
|    | Type 053H1G (en) | 1    | 558            | 北海 Beihai       | 1 960 t.    | 20 janvier 1993   | mai 1993          | Actif  |
| 2  | Type 053H1G (en) | 559  | 佛山 Foshan    | 29 décembre 1993  | 1 960 t.    | Juin 1994         |                   | Actif  |
|    |                  |      |                |                   |             |                   |                   |        |
|    | Type 053H1       | 1    | 553            | 韶关 Shaoguan     | 1 700 t.    | 2 mai 1985        | 24 septembre 1985 | Actif  |

### Corvettes
Note : Aucune cérémonie d'entrée au service n'a été faite pour les corvettes depuis juin 2018. Le nombre de Type 056A au service actif a probablement augmenté depuis.
|                                                                                            | Classe    | Rang | Numéro      | Nom               | Déplacement | Lancement         | Admis au service | Statut |
| ------------------------------------------------------------------------------------------ | --------- | ---- | ----------- | ----------------- | ----------- | ----------------- | ---------------- | ------ |
|                                                                                            | Type 056A | 1    | 593         | Sanmenxia         | 1 340 t.    | 20 novembre 2013  | 13 novembre 2014 | Actif  |
| 2                                                                                          | Type 056A | 594  | Zhuzhou     | 30 novembre 2013  | 1 340 t.    | 28 novembre 2014  |                  | Actif  |
| 3                                                                                          | Type 056A | 502  | Huangshi    | 16 mai 2014       | 1 340 t.    | 6 mai 2015        |                  | Actif  |
| 4                                                                                          | Type 056A | 504  | Suqian      | 29 juin 2014      | 1 340 t.    | 20 juillet 2015   |                  | Actif  |
| 5                                                                                          | Type 056A | 505  | Qinhuangdao | 11 octobre 2014   | 1 340 t.    | 16 octobre 2015   |                  | Actif  |
| 6                                                                                          | Type 056A | 506  | Jingmen     | Décembre 2014     | 1 340 t.    | 25 janvier 2016   |                  | Actif  |
| 7                                                                                          | Type 056A | 507  | Tongren     | 19 mars 2015      | 1 340 t.    | 20 février 2016   |                  | Actif  |
| 8                                                                                          | Type 056A | 508  | Qujing      | 16 juillet 2015   | 1 340 t.    | 8 juin 2016       |                  | Actif  |
| 9                                                                                          | Type 056A | 513  | Ezhou       | 25 décembre 2015  | 1 340 t.    | 18 janvier 2017   |                  | Actif  |
| 10                                                                                         | Type 056A | 514  | Liupanshui  | 31 mars 2016      | 1 340 t.    | 31 mars 2017      |                  | Actif  |
| 11                                                                                         | Type 056A | 518  | Yiwu        | 20 mai 2016       | 1 340 t.    | 21 juillet 2017   |                  | Actif  |
| 12                                                                                         | Type 056A | 520  | Hanzhong    | 22 juillet 2016   | 1 340 t.    | 11 juillet 2017   |                  | Actif  |
| 13                                                                                         | Type 056A | 535  | Xuancheng   | 26 août 2016      | 1 340 t.    | 26 septembre 2017 |                  | Actif  |
| 14                                                                                         | Type 056A | 556  | Yichun      | 7 septembre 2016  | 1 340 t.    | 16 octobre 2017   |                  | Actif  |
| 15                                                                                         | Type 056A | 540  | Wuhai       | 14 septembre 2016 | 1 340 t.    | 15 janvier 2018   |                  | Actif  |
| 16                                                                                         | Type 056A | 541  | Zhang Wei   | 14 septembre 2016 | 1 340 t.    | avril 2018        |                  | Actif  |
| 17                                                                                         | Type 056A | 551  | Suining     | 3 octobre 2016    | 1 340 t.    | 28 novembre 2017  |                  | Actif  |
| 18                                                                                         | Type 056A | 552  | Guangyuan   | 28 octobre 2016   | 1 340 t.    | 16 novembre 2017  |                  | Actif  |
| 19                                                                                         | Type 056A | 554  | Deyang      | 29 décembre 2016  | 1 340 t.    | 19 janvier 2018   |                  | Actif  |
| 20                                                                                         | Type 056A | 557  | Nanchong    | 2 février 2017    | 1 340 t.    | 1er juin 2018     |                  | Actif  |
|                                                                                            | Classe    | Rang | Numéro      | Nom               | Déplacement | Lancement         | Admis au service | Statut |
|                                                                                            | Type 056  | 1    | 582         | Bengbu            | 1 340 t.    | 23 mai 2012       | 12 mars 2013     | Actif  |
| 2                                                                                          | Type 056  | 596  | Huizhou     | 3 juin 2012       | 1 340 t.    | 1er juillet 2013  |                  | Actif  |
| 3                                                                                          | Type 056  | 584  | Meizhou     | 31 juillet 2012   | 1 340 t.    | 29 juillet 2013   |                  | Actif  |
| 4                                                                                          | Type 056  | 580  | Datong      | 10 août 2012      | 1 340 t.    | 18 mai 2013       |                  | Actif  |
| 5                                                                                          | Type 056  | 583  | Shangrao    | 19 août 2012      | 1 340 t.    | 10 juin 2013      |                  | Actif  |
| 6                                                                                          | Type 056  | 597  | Qinzhou     | 30 août 2012      | 1 340 t.    | 1er juillet 2013  |                  | Actif  |
| 7                                                                                          | Type 056  | 585  | Baise       | 25 octobre 2012   | 1 340 t.    | 12 octobre 2013   |                  | Actif  |
| 8                                                                                          | Type 056  | 581  | Yingkou     | 18 novembre 2012  | 1 340 t.    | 1er août 2013     |                  | Actif  |
| 9                                                                                          | Type 056  | 587  | Jieyang     | 26 janvier 2013   | 1 340 t.    | 26 janvier 2014   |                  | Actif  |
| 10                                                                                         | Type 056  | 586  | Ji'an       | 25 février 2013   | 1 340 t.    | 8 janvier 2014    |                  | Actif  |
| 11                                                                                         | Type 056  | 589  | Qingyuan    | 31 mai 2013       | 1 340 t.    | 11 juin 2014      |                  | Actif  |
| 12                                                                                         | Type 056  | 588  | Quanzhou    | 25 juin 2013      | 1 340 t.    | 8 août 2014       |                  | Actif  |
| 13                                                                                         | Type 056  | 592  | Luzhou      | 16 juillet 2013   | 1 340 t.    | 7 juin 2014       |                  | Actif  |
| 14                                                                                         | Type 056  | 590  | Weihai      | 1er août 2013     | 1 340 t.    | 15 mars 2014      |                  | Actif  |
| 15                                                                                         | Type 056  | 591  | Fushun      | 1er août 2013     | 1 340 t.    | 7 juillet 2014    |                  | Actif  |
| 16                                                                                         | Type 056  | 595  | Chaozhou    | 14 novembre 2013  | 1 340 t.    | 28 novembre 2014  |                  | Actif  |
| 17                                                                                         | Type 056  | 501  | Xinyang     | 1er mai 2014      | 1 340 t.    | 7 mars 2015       |                  | Actif  |
| 18                                                                                         | Type 056  | 503  | Suzhou      | mai 2014          | 1 340 t.    | 11 février 2015   |                  | Actif  |
| 19                                                                                         | Type 056  | 512  | Heze        | 7 juillet 2015    | 1 340 t.    | 12 décembre 2016  |                  | Actif  |
| 20                                                                                         | Type 056  | 509  | Huai'an     | 15 août 2015      | 1 340 t.    | 11 août 2016      |                  | Actif  |
| 21                                                                                         | Type 056  | 511  | Baoding     | 22 décembre 2015  | 1 340 t.    | 12 décembre 2016  |                  | Actif  |
| 22                                                                                         | Type 056  | 510  | Ningde      | 24 octobre 2015   | 1 340 t.    | 28 décembre 2016  |                  | Actif  |
| Légende : « Actif » Un ou plusieurs navires de cette classe sont en cours de construction. |           |      |             |                   |             |                   |                  |        |

### Patrouilleurs
|                                     | Classe               | Nombre               | Déplacement          | Construction         | Admis en service     | Statut               |
| Lanceurs de missiles                | Lanceurs de missiles | Lanceurs de missiles | Lanceurs de missiles | Lanceurs de missiles | Lanceurs de missiles | Lanceurs de missiles |
| ----------------------------------- | -------------------- | -------------------- | -------------------- | -------------------- | -------------------- | -------------------- |
|                                     | Type 022             | 60                   | 220 t.               | 2005 - 2012          | 2005 -               | Actif                |
|                                     |                      |                      |                      |                      |                      |                      |
|                                     | Type 037 II (en)     | 6                    | 520 t.               | 1990-2001            | 1991 -               | Actif                |
|                                     |                      |                      |                      |                      |                      |                      |
|                                     | Type 037 IG (en)     | 20                   | 480 t.               | 1990-2001            | 1991 -               | Actif                |
| Lutte anti-sous-marine / Patrouille |                      |                      |                      |                      |                      |                      |
|                                     | Type 037 IS (en)     | 10 - 20              | 480 t.               | 1983 - 1987          | 1983 -               | Actif                |
|                                     |                      |                      |                      |                      |                      |                      |
|                                     | Type 062 I (en)      | 8 - 15               | 170 t.               | -                    | 1988 -               | Actif                |
|                                     |                      |                      |                      |                      |                      |                      |

### Chasseurs de mines
|                                                                                            | Classe           | Rang | Numéro    | Nom               | Déplacement | Lancement        | Admis au service | Statut |
| ------------------------------------------------------------------------------------------ | ---------------- | ---- | --------- | ----------------- | ----------- | ---------------- | ---------------- | ------ |
|                                                                                            | Type 081A (en)   | 1    | 841       | Xiaoyi            | 1 200 t.    | -                | 24 février 2012  | Actif  |
| 2                                                                                          | Type 081A (en)   | 842  | Taishan   | -                 | 1 200 t.    | 6 août 2012      |                  | Actif  |
| 3                                                                                          | Type 081A (en)   | 843  | Changshu  | Mai 2012          | 1 200 t.    | 13 mai 2013      |                  | Actif  |
| 4                                                                                          | Type 081A (en)   | 844  | Heshan    | 27 septembre 2012 | 1 200 t.    | 10 octobre 2013  |                  | Actif  |
| 5                                                                                          | Type 081A (en)   | 845  | Qingzhou  | -                 | 1 200 t.    | 26 janvier 2014  |                  | Actif  |
| 6                                                                                          | Type 081A (en)   | 846  | Yucheng   | Septembre 2013    | 1 200 t.    | 10 octobre 2014  |                  | Actif  |
| 7                                                                                          | Type 081A (en)   | 847  | Renhuai   | -                 | 1 200 t.    | 2018             |                  | Actif  |
| 8                                                                                          | Type 081A (en)   | 848  | Xuanwei   | Août 2017         | 1 200 t.    | Janvier 2019     |                  | Actif  |
| 9                                                                                          | Type 081A (en)   | 849  | Wudi      | 10 décembre 2017  | 1 200 t.    | -                | Essai en mer     |        |
|                                                                                            |                  |      |           |                   |             |                  |                  |        |
|                                                                                            | Type 081 (en)    | 1    | 805       | Zhangjiagang      | 1 200 t.    | 2006             | 6 mars 2007      | Actif  |
| 2                                                                                          | Type 081 (en)    | 810  | Jinjiang  | -                 | 1 200 t.    | 9 novembre 2007  |                  | Actif  |
| 3                                                                                          | Type 081 (en)    | 839  | Liuyang   | 12 novembre 2006  | 1 200 t.    | 29 juillet 2007  |                  | Actif  |
| 4                                                                                          | Type 081 (en)    | 840  | Luxi      | 15 mai 2006       | 1 200 t.    | 29 juillet 2007  |                  | Actif  |
|                                                                                            |                  |      |           |                   |             |                  |                  |        |
|                                                                                            | Type 082 II (en) | 1    | 804       | Huoqiu            | 575 t.      | 2004             | Juin 2005        | Actif  |
| 2                                                                                          | Type 082 II (en) | 818  | Kunshan   | -                 | 575 t.      | 25 décembre 2011 |                  | Actif  |
| 3                                                                                          | Type 082 II (en) | 809  | Kaiping   | -                 | 575 t.      | 6 mai 2015       |                  | Actif  |
| 4                                                                                          | Type 082 II (en) | 811  | Rongcheng | -                 | 575 t.      | 25 janvier 2016  |                  | Actif  |
| 5                                                                                          | Type 082 II (en) | 814  | Donggang  | -                 | 575 t.      | 29 décembre 2016 |                  | Actif  |
| 6                                                                                          | Type 082 II (en) | 808  | Rudong    | 30 septembre 2016 | 575 t.      | 10 décembre 2017 |                  | Actif  |
|                                                                                            | Classe           | Rang | Numéro    | Numéro            | Déplacement | Admis au service | Admis au service | Statut |
|                                                                                            | Type 082 I (en)  | 1    | 806       | 806               | 320 t.      | 2002 -           | 2002 -           | Actif  |
| 2                                                                                          | Type 082 I (en)  | 807  | 807       |                   | 320 t.      | 2002 -           | 2002 -           | Actif  |
| 3                                                                                          | Type 082 I (en)  | 816  | 816       |                   | 320 t.      | 2002 -           | 2002 -           | Actif  |
| 4                                                                                          | Type 082 I (en)  | 817  | 817       |                   | 320 t.      | 2002 -           | 2002 -           | Actif  |
| 5                                                                                          | Type 082 I (en)  | 820  | 820       |                   | 320 t.      | 2002 -           | 2002 -           | Actif  |
| 6                                                                                          | Type 082 I (en)  | 821  | 821       |                   | 320 t.      | 2002 -           | 2002 -           | Actif  |
| 7                                                                                          | Type 082 I (en)  | 822  | 822       |                   | 320 t.      | 2002 -           | 2002 -           | Actif  |
| 8                                                                                          | Type 082 I (en)  | 823  | 823       |                   | 320 t.      | 2002 -           | 2002 -           | Actif  |
| 9                                                                                          | Type 082 I (en)  | 824  | 824       |                   | 320 t.      | 2002 -           | 2002 -           | Actif  |
| 10                                                                                         | Type 082 I (en)  | 825  | 825       |                   | 320 t.      | 2002 -           | 2002 -           | Actif  |
| 11                                                                                         | Type 082 I (en)  | 826  | 826       |                   | 320 t.      | 2002 -           | 2002 -           | Actif  |
| 12                                                                                         | Type 082 I (en)  | 827  | 827       |                   | 320 t.      | 2002 -           | 2002 -           | Actif  |
|                                                                                            |                  |      |           |                   |             |                  |                  |        |
|                                                                                            | Type 082 (en)    | 1    | 800       | 800               | 320 t.      | 1988 -           | 1988 -           | Actif  |
| 2                                                                                          | Type 082 (en)    | 801  | 801       |                   | 320 t.      | 1988 -           | 1988 -           | Actif  |
| 3                                                                                          | Type 082 (en)    | 802  | 802       |                   | 320 t.      | 1988 -           | 1988 -           | Actif  |
| 4                                                                                          | Type 082 (en)    | 803  | 803       |                   | 320 t.      | 1988 -           | 1988 -           | Actif  |
| Drones démineur                                                                            |                  |      |           |                   |             |                  |                  |        |
|                                                                                            | Type 529 (en)    | 1    | 8041      | 8041              | 50 t.       | 2005 -           | 2005 -           | Actif  |
| 2                                                                                          | Type 529 (en)    | 8042 | 8042      |                   | 50 t.       | 2005 -           | 2005 -           | Actif  |
| 3                                                                                          | Type 529 (en)    | 8043 | 8043      |                   | 50 t.       | 2005 -           | 2005 -           | Actif  |
| 4                                                                                          | Type 529 (en)    | 8181 | 8181      | 2011 -            | 2011 -      |                  |                  | Actif  |
| 5                                                                                          | Type 529 (en)    | 8182 | 8182      | 2011 -            | 2011 -      |                  |                  | Actif  |
| 6                                                                                          | Type 529 (en)    | 8183 | 8183      | 2011 -            | 2011 -      |                  |                  | Actif  |
| Légende : « Actif » Un ou plusieurs navires de cette classe sont en cours de construction. |                  |      |           |                   |             |                  |                  |        |

## Sous-marins

### Sous-marins nucléaires lanceur d'engins
|                                                                                            | Classe   | Numéro | Déplacement | Admis en service | Statut |
| ------------------------------------------------------------------------------------------ | -------- | ------ | ----------- | ---------------- | ------ |
|                                                                                            | Type 094 | 411    | 11 000 t.   | 2007             | Actif  |
| 413                                                                                        | Type 094 | 2009   | 11 000 t.   |                  | Actif  |
| 412                                                                                        | Type 094 | 2011   | 11 000 t.   |                  | Actif  |
| 414                                                                                        | Type 094 | 2012   | 11 000 t.   |                  | Actif  |
| 420                                                                                        | Type 094 | -      | 11 000 t.   | Essai en mer     |        |
|                                                                                            |          |        |             |                  |        |
|                                                                                            | Type 092 | 406    | 8 000 t.    | 1983             | Actif  |
| Légende : « Actif » Un ou plusieurs navires de cette classe sont en cours de construction. |          |        |             |                  |        |

### Sous-marins nucléaire d'attaque
|                                                                                            | Classe         | Numéro        | Déplacement | Admis en service | Statut |
| ------------------------------------------------------------------------------------------ | -------------- | ------------- | ----------- | ---------------- | ------ |
|                                                                                            | Type 093B (en) | 410           | 7 000 t.    | 2015             | Actif  |
| 417                                                                                        | Type 093B (en) | 2017          | 7 000 t.    |                  | Actif  |
| 418                                                                                        | Type 093B (en) | 2017          | 7 000 t.    |                  | Actif  |
| 419                                                                                        | Type 093B (en) | -             | 7 000 t.    | Essai en mer     |        |
|                                                                                            |                |               |             |                  |        |
|                                                                                            | Type 093A (en) | 409           | 7 000 t.    | 2012             | Actif  |
|                                                                                            |                |               |             |                  |        |
|                                                                                            | Type 093 (en)  | 407           | 7 000 t.    | Décembre 2006    | Actif  |
| 408                                                                                        | Type 093 (en)  | 2008          | 7 000 t.    |                  | Actif  |
|                                                                                            |                |               |             |                  |        |
|                                                                                            | Type 091 (en)  | 404           | 5 500 t.    | 27 octobre 1987  | Actif  |
| 405                                                                                        | Type 091 (en)  | Décembre 1990 | 5 500 t.    |                  | Actif  |
| Légende : « Actif » Un ou plusieurs navires de cette classe sont en cours de construction. |                |               |             |                  |        |

### Sous-marins d'attaque
Note : Aucune cérémonie d'entrée au service n'a été faite pour les sous-marins d'attaque depuis 2013. Le nombre de Type 039A / B (en) au service actif a probablement augmenté depuis.
|                                                                                            | Classe                                       | Rang                                         | Numéro                                       | Déplacement                                  | Admis en service                             | Statut                                       |
| Sous-marins d'attaque à propulsion anaérobie                                               | Sous-marins d'attaque à propulsion anaérobie | Sous-marins d'attaque à propulsion anaérobie | Sous-marins d'attaque à propulsion anaérobie | Sous-marins d'attaque à propulsion anaérobie | Sous-marins d'attaque à propulsion anaérobie | Sous-marins d'attaque à propulsion anaérobie |
| ------------------------------------------------------------------------------------------ | -------------------------------------------- | -------------------------------------------- | -------------------------------------------- | -------------------------------------------- | -------------------------------------------- | -------------------------------------------- |
|                                                                                            | Type 039A / B (en)                           | 1                                            | 330                                          | 3 600 t.                                     | 2006                                         | Actif                                        |
| 2                                                                                          | Type 039A / B (en)                           | 331                                          | 2007                                         | 3 600 t.                                     |                                              | Actif                                        |
| 3                                                                                          | Type 039A / B (en)                           | 332                                          | 2009                                         | 3 600 t.                                     |                                              | Actif                                        |
| 4                                                                                          | Type 039A / B (en)                           | 333                                          | 2010                                         | 3 600 t.                                     |                                              | Actif                                        |
| 5                                                                                          | Type 039A / B (en)                           | 334                                          | 2011                                         | 3 600 t.                                     |                                              | Actif                                        |
| 6                                                                                          | Type 039A / B (en)                           | 335                                          | 2011                                         | 3 600 t.                                     |                                              | Actif                                        |
| 7                                                                                          | Type 039A / B (en)                           | 336                                          | 2011                                         | 3 600 t.                                     |                                              | Actif                                        |
| 8                                                                                          | Type 039A / B (en)                           | 337                                          | 2012                                         | 3 600 t.                                     |                                              | Actif                                        |
| 9                                                                                          | Type 039A / B (en)                           | 338                                          | 2012                                         | 3 600 t.                                     |                                              | Actif                                        |
| 10                                                                                         | Type 039A / B (en)                           | 339                                          | 2012                                         | 3 600 t.                                     |                                              | Actif                                        |
| 11                                                                                         | Type 039A / B (en)                           | 340                                          | 2012                                         | 3 600 t.                                     |                                              | Actif                                        |
| 12                                                                                         | Type 039A / B (en)                           | 341                                          | 2013                                         | 3 600 t.                                     |                                              | Actif                                        |
| Sous-marins d'attaque diesel-électrique                                                    |                                              |                                              |                                              |                                              |                                              |                                              |
|                                                                                            | Type 039                                     | 1                                            | 320                                          | 2 280 t.                                     | Juin 1999                                    | Actif                                        |
| 2                                                                                          | Type 039                                     | 321                                          | Avril 2001                                   | 2 280 t.                                     |                                              | Actif                                        |
| 3                                                                                          | Type 039                                     | 322                                          | Décembre 2001                                | 2 280 t.                                     |                                              | Actif                                        |
| 4                                                                                          | Type 039                                     | 323                                          | Novembre 2003                                | 2 280 t.                                     |                                              | Actif                                        |
| 5                                                                                          | Type 039                                     | 314                                          | 2004                                         | 2 280 t.                                     |                                              | Actif                                        |
| 6                                                                                          | Type 039                                     | 315                                          | 2004                                         | 2 280 t.                                     |                                              | Actif                                        |
| 7                                                                                          | Type 039                                     | 316                                          | 2005                                         | 2 280 t.                                     |                                              | Actif                                        |
| 8                                                                                          | Type 039                                     | 324                                          | Décembre 2003                                | 2 280 t.                                     |                                              | Actif                                        |
| 9                                                                                          | Type 039                                     | 325                                          | 2004                                         | 2 280 t.                                     |                                              | Actif                                        |
| 10                                                                                         | Type 039                                     | 326                                          | 2005                                         | 2 280 t.                                     |                                              | Actif                                        |
| 11                                                                                         | Type 039                                     | 327                                          | 2006                                         | 2 280 t.                                     |                                              | Actif                                        |
| 12                                                                                         | Type 039                                     | 328                                          | 2006                                         | 2 280 t.                                     |                                              | Actif                                        |
| 13                                                                                         | Type 039                                     | 329                                          | 2006                                         | 2 280 t.                                     |                                              | Actif                                        |
|                                                                                            | Classe                                       | Rang                                         | Numéro                                       | Déplacement                                  | Admis au service                             | Statut                                       |
|                                                                                            | Project 636M                                 | 1                                            | 368                                          | 3 980 t.                                     | 20 octobre 2004                              | Actif                                        |
| 2                                                                                          | Project 636M                                 | 369                                          | Avril 2005                                   | 3 980 t.                                     |                                              | Actif                                        |
| 3                                                                                          | Project 636M                                 | 370                                          | Avril 2005                                   | 3 980 t.                                     |                                              | Actif                                        |
| 4                                                                                          | Project 636M                                 | 371                                          | 2005                                         | 3 980 t.                                     |                                              | Actif                                        |
| 5                                                                                          | Project 636M                                 | 373                                          | 5 août 2005                                  | 3 980 t.                                     |                                              | Actif                                        |
| 6                                                                                          | Project 636M                                 | 374                                          | 17 novembre 2005                             | 3 980 t.                                     |                                              | Actif                                        |
| 7                                                                                          | Project 636M                                 | 375                                          | 24 novembre 2005                             | 3 980 t.                                     |                                              | Actif                                        |
| 8                                                                                          | Project 636M                                 | 372                                          | 30 mai 2006                                  | 3 980 t.                                     |                                              | Actif                                        |
|                                                                                            |                                              |                                              |                                              |                                              |                                              |                                              |
|                                                                                            | Project 636                                  | 1                                            | 366                                          | 3 980 t.                                     | 26 août 1997                                 | Actif                                        |
| 2                                                                                          | Project 636                                  | 367                                          | 25 octobre 1998                              | 3 980 t.                                     |                                              | Actif                                        |
|                                                                                            |                                              |                                              |                                              |                                              |                                              |                                              |
|                                                                                            | Project 877EKM                               | 1                                            | 364                                          | 3 050 t.                                     | 15 novembre 1994                             | Actif                                        |
| 2                                                                                          | Project 877EKM                               | 365                                          | 15 août 1995                                 | 3 050 t.                                     |                                              | Actif                                        |
|                                                                                            |                                              |                                              |                                              |                                              |                                              |                                              |
|                                                                                            | Type 035B (en)                               | 1                                            | 309                                          | 2 100 t.                                     | 2000                                         | Actif                                        |
| 2                                                                                          | Type 035B (en)                               | 310                                          | 2001                                         | 2 100 t.                                     |                                              | Actif                                        |
| 3                                                                                          | Type 035B (en)                               | 311                                          | 2002                                         | 2 100 t.                                     |                                              | Actif                                        |
| 4                                                                                          | Type 035B (en)                               | 312                                          | 2003                                         | 2 100 t.                                     |                                              | Actif                                        |
| 5                                                                                          | Type 035B (en)                               | 313                                          | 2004                                         | 2 100 t.                                     |                                              | Actif                                        |
|                                                                                            |                                              |                                              |                                              |                                              |                                              |                                              |
|                                                                                            | Type 035G (en)                               | 1                                            | 358                                          | 2 100 t.                                     | 1993                                         | Actif                                        |
| 2                                                                                          | Type 035G (en)                               | 359                                          | 1994                                         | 2 100 t.                                     |                                              | Actif                                        |
| 3                                                                                          | Type 035G (en)                               | 360                                          | 1995                                         | 2 100 t.                                     |                                              | Actif                                        |
| 4                                                                                          | Type 035G (en)                               | 362                                          | 1996                                         | 2 100 t.                                     |                                              | Actif                                        |
| 5                                                                                          | Type 035G (en)                               | 363                                          | 1996                                         | 2 100 t.                                     |                                              | Actif                                        |
| 6                                                                                          | Type 035G (en)                               | 305                                          | 1998                                         | 2 100 t.                                     |                                              | Actif                                        |
| 7                                                                                          | Type 035G (en)                               | 306                                          | 1998                                         | 2 100 t.                                     |                                              | Actif                                        |
| 8                                                                                          | Type 035G (en)                               | 307                                          | 1999                                         | 2 100 t.                                     |                                              | Actif                                        |
| 9                                                                                          | Type 035G (en)                               | 308                                          | Novembre 1999                                | 2 100 t.                                     |                                              | Actif                                        |
| Légende : « Actif » Un ou plusieurs navires de cette classe sont en cours de construction. |                                              |                                              |                                              |                                              |                                              |                                              |

### Sous-marin banc d'essai de missile balistique
|  | Classe   | Numéro | Déplacement | Construction | Lancement      | Admis au service | Statut |
|  | -------- | ------ | ----------- | ------------ | -------------- | ---------------- | ------ |
|  | Type 032 | 201    | 6 628 t.    | 2008         | Septembre 2010 | 16 octobre 2012  | Actif  |
|  |          |        |             |              |                |                  |        |

## Navires auxiliaires
Note : De nombreux bâtiments auxiliaires ne sont pas présents dans cette liste du fait du manque d'information sur leur nombre et leur état.

## Bâtiments de soutien logistique

### Bâtiments de ravitaillement
|                                                                                            | Classe                           | Numéro                           | Nom                              | Déplacement                      | Lancement                        | Admis au service                 | Statut                           |
| Pétroliers-ravitailleurs rapides                                                           | Pétroliers-ravitailleurs rapides | Pétroliers-ravitailleurs rapides | Pétroliers-ravitailleurs rapides | Pétroliers-ravitailleurs rapides | Pétroliers-ravitailleurs rapides | Pétroliers-ravitailleurs rapides | Pétroliers-ravitailleurs rapides |
| ------------------------------------------------------------------------------------------ | -------------------------------- | -------------------------------- | -------------------------------- | -------------------------------- | -------------------------------- | -------------------------------- | -------------------------------- |
|                                                                                            | Type 901 (en)                    | 965                              | 呼伦湖 Hulun Hu                  | 48 000 t.                        | 15 décembre 2015                 | 1er septembre 2017               | Actif                            |
| 967                                                                                        | Type 901 (en)                    | 查干湖 Chagang Hu                | Juin 2017                        | 48 000 t.                        | 12 février 2019                  |                                  | Actif                            |
| Pétroliers-ravitailleurs                                                                   |                                  |                                  |                                  |                                  |                                  |                                  |                                  |
|                                                                                            | Type 903A (en)                   | 889                              | 太湖 Tai Hu                      | 23 400 t.                        | 22 mars 2012                     | 18 juin 2013                     | Actif                            |
| 890                                                                                        | Type 903A (en)                   | 巢湖 Chao Hu                     | 7 mai 2012                       | 23 400 t.                        | 12 septembre 2013                |                                  | Actif                            |
| 960                                                                                        | Type 903A (en)                   | 东平湖 Dongping Hu               | 30 mai 2014                      | 23 400 t.                        | 28 décembre 2015                 |                                  | Actif                            |
| 966                                                                                        | Type 903A (en)                   | 高油湖 Gaoyou Hu                 | 20 décembre 2014                 | 23 400 t.                        | 29 janvier 2016                  |                                  | Actif                            |
| 964                                                                                        | Type 903A (en)                   | 骆马湖 Luoma Hu                  | 5 juin 2015                      | 23 400 t.                        | 15 juillet 2016                  |                                  | Actif                            |
| 963                                                                                        | Type 903A (en)                   | 洪湖 Hong Hu                     | 28 juin 2015                     | 23 400 t.                        | 15 juillet 2016                  |                                  | Actif                            |
| 968                                                                                        | Type 903A (en)                   | 可可西里湖 Kekexili Hu           | 18 mai 2018                      | 23 400 t.                        | mars 2019                        |                                  | Actif                            |
|                                                                                            |                                  |                                  |                                  |                                  |                                  |                                  |                                  |
|                                                                                            | Type 903 (en)                    | 887                              | 微山湖 Weishan Hu                | 20 500 t.                        | 1er juillet 2003                 | 18 avril 2004                    | Actif                            |
| 886                                                                                        | Type 903 (en)                    | 千岛湖 Qiandao Hu                | 21 juillet 2003                  | 20 500 t.                        | 30 avril 2004                    |                                  | Actif                            |
|                                                                                            |                                  |                                  |                                  |                                  |                                  |                                  |                                  |
|                                                                                            | Type 908 (en)                    | 885                              | 青海湖 Qinghai Hu                | 37 000 t.                        | -                                | 8 mai 1996                       | Actif                            |
|                                                                                            |                                  |                                  |                                  |                                  |                                  |                                  |                                  |
|                                                                                            | Type 905 (en)                    | 882                              | 鄱阳湖 Poyang Hu                 | 21 750 t.                        | 6 septembre 1979                 | 10 décembre 1980                 | Actif                            |
| Pétroliers                                                                                 |                                  |                                  |                                  |                                  |                                  |                                  |                                  |
|                                                                                            | Classe                           | Nom                              | Nom                              | Déplacement                      | Admis au service                 | Admis au service                 | Statut                           |
|                                                                                            | -                                | 东油 Dongyou 640                 | 东油 Dongyou 640                 | 3 500 t.                         | 2003 -                           | 2003 -                           | Actif                            |
| 南油 Nanyou 968                                                                            | -                                |                                  |                                  | 3 500 t.                         | 2003 -                           | 2003 -                           | Actif                            |
| 南油 Nanyou 971                                                                            | -                                |                                  |                                  | 3 500 t.                         | 2003 -                           | 2003 -                           | Actif                            |
| 南油 Nanyou 972                                                                            | -                                |                                  |                                  | 3 500 t.                         | 2003 -                           | 2003 -                           | Actif                            |
|                                                                                            |                                  |                                  |                                  |                                  |                                  |                                  |                                  |
|                                                                                            | -                                | 东油 Dongyou 637                 | 东油 Dongyou 637                 | 5 000 t.                         | 2004                             | 2004                             | Actif                            |
|                                                                                            |                                  |                                  |                                  |                                  |                                  |                                  |                                  |
|                                                                                            | -                                | 东油 Dongyou 622                 | 东油 Dongyou 622                 | 4 800 t.                         | 1990 -                           | 1990 -                           | Actif                            |
| 东油 Dongyou 625                                                                           | -                                |                                  |                                  | 4 800 t.                         | 1990 -                           | 1990 -                           | Actif                            |
| 东油 Dongyou 675                                                                           | -                                |                                  |                                  | 4 800 t.                         | 1990 -                           | 1990 -                           | Actif                            |
|                                                                                            |                                  |                                  |                                  |                                  |                                  |                                  |                                  |
|                                                                                            | -                                | 北油 Beiyou 565                  | 北油 Beiyou 565                  | 1 500 t.                         | Années 2000                      | Années 2000                      | Actif                            |
| 东油 Dongyou 631                                                                           | -                                |                                  |                                  | 1 500 t.                         | Années 2000                      | Années 2000                      | Actif                            |
| 东油 Dongyou 633                                                                           | -                                |                                  |                                  | 1 500 t.                         | Années 2000                      | Années 2000                      | Actif                            |
| 东油 Dongyou 641                                                                           | -                                |                                  |                                  | 1 500 t.                         | Années 2000                      | Années 2000                      | Actif                            |
| 南油 Nanyou 957                                                                            | -                                |                                  |                                  | 1 500 t.                         | Années 2000                      | Années 2000                      | Actif                            |
| 南油 Nanyou 959                                                                            | -                                |                                  |                                  | 1 500 t.                         | Années 2000                      | Années 2000                      | Actif                            |
| 南油 Nanyou 973                                                                            | -                                |                                  |                                  | 1 500 t.                         | Années 2000                      | Années 2000                      | Actif                            |
| Légende : « Actif » Un ou plusieurs navires de cette classe sont en cours de construction. |                                  |                                  |                                  |                                  |                                  |                                  |                                  |

### Bâtiments de soutien de sous-marin
|                                             | Classe                                      | Numéro                                      | Nom                                         | Déplacement                                 | Admis au service                            | Statut                                      |
| Bâtiments de ravitaillement et de sauvetage | Bâtiments de ravitaillement et de sauvetage | Bâtiments de ravitaillement et de sauvetage | Bâtiments de ravitaillement et de sauvetage | Bâtiments de ravitaillement et de sauvetage | Bâtiments de ravitaillement et de sauvetage | Bâtiments de ravitaillement et de sauvetage |
| ------------------------------------------- | ------------------------------------------- | ------------------------------------------- | ------------------------------------------- | ------------------------------------------- | ------------------------------------------- | ------------------------------------------- |
|                                             | Type 926 (en)                               | 864                                         | 海洋岛 Haiyang Dao                          | 9 500 t.                                    | 2010                                        | Actif                                       |
| 865                                         | Type 926 (en)                               | 刘公岛 Liugong Dao                          | 2012                                        | 9 500 t.                                    |                                             | Actif                                       |
| 867                                         | Type 926 (en)                               | 长岛 Chang Dao                              | 2012                                        | 9 500 t.                                    |                                             | Actif                                       |
|                                             |                                             |                                             |                                             |                                             |                                             |                                             |
|                                             | Type 925 (en)                               | 862                                         | 崇明岛 Chongming Dao                        | 10 100 t.                                   | 1979                                        | Actif                                       |
| 863                                         | Type 925 (en)                               | 永兴岛 Yongming Dao                         | 1980                                        | 10 100 t.                                   |                                             | Actif                                       |
| 861                                         | Type 925 (en)                               | 长兴岛 Changming Dao                        | 1982                                        | 10 100 t.                                   |                                             | Actif                                       |
| Bâtiments de réparation                     |                                             |                                             |                                             |                                             |                                             |                                             |
|                                             | Type 648 (en)                               | 东修 Dongxiu 911                            | 东修 Dongxiu 911                            | 1 960 t.                                    | 1985                                        | Actif                                       |
|                                             |                                             |                                             |                                             |                                             |                                             |                                             |

### Bâtiments de ravitaillement des bases militaires
|                                                                                            | Classe                      | Numéro                      | Nom                         | Déplacement                 | Admis au service            | Statut                      |
| Bâtiments de ravitaillement                                                                | Bâtiments de ravitaillement | Bâtiments de ravitaillement | Bâtiments de ravitaillement | Bâtiments de ravitaillement | Bâtiments de ravitaillement | Bâtiments de ravitaillement |
| ------------------------------------------------------------------------------------------ | --------------------------- | --------------------------- | --------------------------- | --------------------------- | --------------------------- | --------------------------- |
|                                                                                            | Type 904B (en)              | 961                         | 军山湖 Junshan Hu           | 15 000 t.                   | 10 juillet 2015             | Actif                       |
| 962                                                                                        | Type 904B (en)              | 泸沽湖 Lugu Hu              | 26 décembre 2015            | 15 000 t.                   |                             | Actif                       |
|                                                                                            |                             |                             |                             |                             |                             |                             |
|                                                                                            | Type 904A (en)              | 888                         | 抚仙湖 Fuxian Hu            | 15 000 t.                   | 2007                        | Actif                       |
|                                                                                            |                             |                             |                             |                             |                             |                             |
|                                                                                            | Type 904 (en)               | 883                         | 洞庭湖 Dongting Hu          | 10 970 t.                   | Mars 1992                   | Actif                       |
| Navires de croisière Ro-Ro                                                                 |                             |                             |                             |                             |                             |                             |
|                                                                                            | Classe                      | Nom                         | Nom                         | Déplacement                 | Admis au service            | Statut                      |
|                                                                                            | -                           | 渤海翠珠 Bohai Cuizhu       | 渤海翠珠 Bohai Cuizhu       | 36 000 t.                   | 8 août 2012                 | Actif                       |
|                                                                                            |                             |                             |                             |                             |                             |                             |
|                                                                                            | -                           | 龙兴岛 Longxing Dao         | 龙兴岛 Longxing Dao         | 24 500 t.                   | 2010                        | Actif                       |
| 青山岛 Qingshan Dao                                                                        | 青山岛 Qingshan Dao         | 2011                        |                             | 24 500 t.                   |                             | Actif                       |
| Ferry                                                                                      |                             |                             |                             |                             |                             |                             |
|                                                                                            | -                           | 南运 Nanyun 830             | 南运 Nanyun 830             | 5 000 t.                    | 2015                        | Actif                       |
| 南运 Nanyun 831                                                                            | 南运 Nanyun 831             | 2015                        |                             | 5 000 t.                    |                             | Actif                       |
| Légende : « Actif » Un ou plusieurs navires de cette classe sont en cours de construction. |                             |                             |                             |                             |                             |                             |

## Autres bâtiments

### Navires-hôpitaux
|                | Classe   | Numéro | Nom                            | Déplacement | Admis au service | Statut |
| -------------- | -------- | ------ | ------------------------------ | ----------- | ---------------- | ------ |
|                | Type 920 | 866    | 带山倒 Daishan Dao / Peace Ark | 14 200 t.   | 22 décembre 2008 | Actif  |
|                |          |        |                                |             |                  |        |
|                | -        | -      | 北医 Beiyi 01                  | ≈ 800 t.    | 2009 -           | Actif  |
| 东医 Dongyi 12 | -        | -      |                                | ≈ 800 t.    | 2009 -           | Actif  |
| 东医 Dongyi 13 | -        | -      |                                | ≈ 800 t.    | 2009 -           | Actif  |
| 南医 Nanyi 10  | -        | -      |                                | ≈ 800 t.    | 2009 -           | Actif  |
| 南医 Nanyi 11  | -        | -      |                                | ≈ 800 t.    | 2009 -           | Actif  |
|                |          |        |                                |             |                  |        |

### Bâtiments de recherche et de renseignements
Note : Les navires de la famille " Xiangyanghong " sont exploités par la State Oceanic Administration (en), une agence subordonnée du Ministère des Ressources et du Territoire.
|                                                                                            | Classe                                 | Numéro                                 | Nom                                    | Déplacement                            | Admis au service                       | Statut                                 |
| Bâtiments collecteur de renseignements                                                     | Bâtiments collecteur de renseignements | Bâtiments collecteur de renseignements | Bâtiments collecteur de renseignements | Bâtiments collecteur de renseignements | Bâtiments collecteur de renseignements | Bâtiments collecteur de renseignements |
| ------------------------------------------------------------------------------------------ | -------------------------------------- | -------------------------------------- | -------------------------------------- | -------------------------------------- | -------------------------------------- | -------------------------------------- |
|                                                                                            | Type 815A (en)                         | 856                                    | 开阳星 Kaiyangxing                     | 6 000 t.                               | 10 janvier 2017                        | Actif                                  |
| 857                                                                                        | Type 815A (en)                         | 天权星 Tianquanxing                    | 2017                                   | 6 000 t.                               |                                        | Actif                                  |
| 858                                                                                        | Type 815A (en)                         | 玉衡星 Yuhengxing                      | 2018                                   | 6 000 t.                               |                                        | Actif                                  |
| 859                                                                                        | Type 815A (en)                         | 金星 Jinxing                           | 2018                                   | 6 000 t.                               |                                        | Actif                                  |
|                                                                                            |                                        |                                        |                                        |                                        |                                        |                                        |
|                                                                                            | Type 815G (en)                         | 853                                    | 天王星 Tianwangxing                    | 6 000 t.                               | 1er décembre 2010                      | Actif                                  |
| 854                                                                                        | Type 815G (en)                         | 天狼星 Tianlangxing                    | 15 février 2015                        | 6 000 t.                               |                                        | Actif                                  |
| 855                                                                                        | Type 815G (en)                         | 天枢星 Tianshuxing                     | 1er août 2015                          | 6 000 t.                               |                                        | Actif                                  |
| 852                                                                                        | Type 815G (en)                         | 海王星 Haiwangxing                     | 26 décembre 2015                       | 6 000 t.                               |                                        | Actif                                  |
|                                                                                            |                                        |                                        |                                        |                                        |                                        |                                        |
|                                                                                            | Type 815 (en)                          | 851                                    | 北极星 Beijixing                       | 6 000 t.                               | 1999                                   | Actif                                  |
|                                                                                            |                                        |                                        |                                        |                                        |                                        |                                        |
|                                                                                            | Type 814A (en)                         | -                                      | 北调 Beidiao 900                       | 2 500 t.                               | 29 octobre 1986                        | Actif                                  |
| Bâtiments d'observation spatiale                                                           |                                        |                                        |                                        |                                        |                                        |                                        |
|                                                                                            | Yuan Wang                              | -                                      | 远望 Yuan Wang 7                       | 25 000 t.                              | 12 juin 2016                           | Actif                                  |
|                                                                                            |                                        |                                        |                                        |                                        |                                        |                                        |
|                                                                                            | Yuan Wang                              | -                                      | 远望 Yuan Wang 5                       | 25 000 t.                              | 29 septembre 2007                      | Actif                                  |
| 远望 Yuan Wang 6                                                                           | Yuan Wang                              | -                                      | 12 avril 2008                          | 25 000 t.                              |                                        | Actif                                  |
|                                                                                            |                                        |                                        |                                        |                                        |                                        |                                        |
|                                                                                            | Yuan Wang                              | -                                      | 远望 Yuan Wang 3                       | 17 000 t.                              | 18 mai 1995                            | Actif                                  |
| Bâtiments océanographiques                                                                 |                                        |                                        |                                        |                                        |                                        |                                        |
|                                                                                            | Classe                                 | Numéro                                 | Nom                                    | Déplacement                            | Admis au service                       | Statut                                 |
|                                                                                            | -                                      | -                                      | 张謇 Zhang Jian                        | 4 900 t.                               | 30 juin 2016                           | Actif                                  |
|                                                                                            |                                        |                                        |                                        |                                        |                                        |                                        |
|                                                                                            | -                                      | -                                      | 向阳红 Xiangyanghong 03                | 4 980 t.                               | 26 mars 2016                           | Actif                                  |
| 向阳红 Xiangyanghong 01                                                                    | -                                      | -                                      | 18 juin 2016                           | 4 980 t.                               |                                        | Actif                                  |
|                                                                                            |                                        |                                        |                                        |                                        |                                        |                                        |
|                                                                                            | -                                      | -                                      | 向阳红 Xiangyanghong 10                | 4 500 t.                               | Janvier 2014                           | Actif                                  |
|                                                                                            |                                        |                                        |                                        |                                        |                                        |                                        |
|                                                                                            | -                                      | -                                      | 向阳红 Xiangyanghong 06                | 4 900 t.                               | 16 janvier 2012                        | Actif                                  |
|                                                                                            |                                        |                                        |                                        |                                        |                                        |                                        |
|                                                                                            | -                                      | -                                      | 向阳红 Xiangyanghong 20                | 3 150 t.                               | 29 mai 2014                            | Actif                                  |
|                                                                                            |                                        |                                        |                                        |                                        |                                        |                                        |
|                                                                                            | Type 645 (en)                          | 北调350                                | 向阳红 Xiangyanghong 09                | 4 400 t.                               | Décembre 1978                          | Actif                                  |
|                                                                                            |                                        |                                        |                                        |                                        |                                        |                                        |
|                                                                                            | -                                      | -                                      | 向阳红 Xiangyanghong 18                | 1 900 t.                               | 31 décembre 2015                       | Actif                                  |
|                                                                                            |                                        |                                        |                                        |                                        |                                        |                                        |
|                                                                                            | Type 639 (en)                          | 北调991                                | 东远 Dongyuan 02                       | 1 500 t.                               | 9 avril 2008                           | Actif                                  |
| Bâtiments hydrographiques                                                                  |                                        |                                        |                                        |                                        |                                        |                                        |
|                                                                                            | Classe                                 | Numéro                                 | Nom                                    | Déplacement                            | Admis au service                       | Statut                                 |
|                                                                                            | Type 636A (en)                         | 872                                    | 竺可桢 Zhu Kezhen                      | 6 000 t.                               | 2006                                   | Actif                                  |
| 875                                                                                        | Type 636A (en)                         | 钱三强 Qian Sanqiang                   | 1er mai 2008                           | 6 000 t.                               |                                        | Actif                                  |
| 873                                                                                        | Type 636A (en)                         | 钱学森 Qian Xuesen                     | 26 décembre 2015                       | 6 000 t.                               |                                        | Actif                                  |
| 874                                                                                        | Type 636A (en)                         | 邓稼先 Deng Jiaxian                    | 2 février 2016                         | 6 000 t.                               |                                        | Actif                                  |
| 876                                                                                        | Type 636A (en)                         | 钱伟长 Qian Weichang                   | 25 juin 2016                           | 6 000 t.                               |                                        | Actif                                  |
|                                                                                            |                                        |                                        |                                        |                                        |                                        |                                        |
|                                                                                            | Type 625C (en)                         | -                                      | 科学 Kexue 1                           | 3 300 t.                               | 1982 -                                 | Actif                                  |
| -                                                                                          | Type 625C (en)                         | 实践 Shijian 3                         |                                        | 3 300 t.                               | 1982 -                                 | Actif                                  |
| Navires de surveillance océanique                                                          |                                        |                                        |                                        |                                        |                                        |                                        |
|                                                                                            | Type 927 (en)                          | 780                                    | 天璇星 Tianxuanxing                    | 5 000 t.                               | 2018                                   | Actif                                  |
| 781                                                                                        | Type 927 (en)                          | 天玑星 Tianjixing                      | 2019                                   | 5 000 t.                               | Actif                                  |                                        |
| 782                                                                                        | Type 927 (en)                          | 瑶光星 Yaoguangxing                    | 2019                                   | 5 000 t.                               | Actif                                  |                                        |
|                                                                                            |                                        |                                        |                                        |                                        |                                        |                                        |
|                                                                                            | Type 639A (en)                         | -                                      | 南测 Nance 429                         | 1 350 t.                               | 2012                                   | Actif                                  |
| -                                                                                          | Type 639A (en)                         | 南测 Nance 430                         | 2013                                   | 1 350 t.                               |                                        | Actif                                  |
| -                                                                                          | Type 639A (en)                         | 东测 Dongce 232                        | 2014                                   | 1 350 t.                               |                                        | Actif                                  |
| -                                                                                          | Type 639A (en)                         | 东测 Dongce 233                        | 2015                                   | 1 350 t.                               |                                        | Actif                                  |
| -                                                                                          | Type 639A (en)                         | 北测 Beice 901                         | 2015                                   | 1 350 t.                               |                                        | Actif                                  |
| -                                                                                          | Type 639A (en)                         | 北测 Beice 902                         | 2016                                   | 1 350 t.                               |                                        | Actif                                  |
| Bâtiments déployeurs de bouées acoustiques                                                 |                                        |                                        |                                        |                                        |                                        |                                        |
|                                                                                            | -                                      | -                                      | 向阳红 Xiangyanghong 22                | 3 000 t.                               | 29 septembre 2018                      | Essai en mer                           |
| -                                                                                          | -                                      | 向阳红 Xiangyanghong 31                | 30 octobre 2018                        | 3 000 t.                               |                                        | Essai en mer                           |
|                                                                                            |                                        |                                        |                                        |                                        |                                        |                                        |
|                                                                                            | Type 944A (en)                         | -                                      | 东标 Dongbiao 265                      | 2 300 t.                               | 18 janvier 2017                        | Actif                                  |
| -                                                                                          | Type 944A (en)                         | 按标 Nanbiao 467                       | Juin 2017                              | 2 300 t.                               |                                        | Actif                                  |
| -                                                                                          | Type 944A (en)                         | 北标 Beibiao 989                       | 4 septembre 2019                       | 2 300 t.                               |                                        | Actif                                  |
| Légende : « Actif » Un ou plusieurs navires de cette classe sont en cours de construction. |                                        |                                        |                                        |                                        |                                        |                                        |

### Bâtiments d'expérimentation et de développement de l'armement
|                                                      | Classe                                               | Numéro                                               | Nom                                                  | Déplacement                                          | Admis au service                                     | Statut                                               |
| Bâtiments banc d'essais d'équipements et d'armements | Bâtiments banc d'essais d'équipements et d'armements | Bâtiments banc d'essais d'équipements et d'armements | Bâtiments banc d'essais d'équipements et d'armements | Bâtiments banc d'essais d'équipements et d'armements | Bâtiments banc d'essais d'équipements et d'armements | Bâtiments banc d'essais d'équipements et d'armements |
| ---------------------------------------------------- | ---------------------------------------------------- | ---------------------------------------------------- | ---------------------------------------------------- | ---------------------------------------------------- | ---------------------------------------------------- | ---------------------------------------------------- |
|                                                      | Type 909A (en)                                       | 892                                                  | 华罗庚 Hua Luogeng                                   | 6 000 t.                                             | 2011                                                 | Actif                                                |
| 893                                                  | Type 909A (en)                                       | 詹天佑 Zhan Tianyou                                  | 2012                                                 | 6 000 t.                                             |                                                      | Actif                                                |
| 894                                                  | Type 909A (en)                                       | 李四光 Li Siguang                                    | 11 novembre 2014                                     | 6 000 t.                                             |                                                      | Actif                                                |
|                                                      |                                                      |                                                      |                                                      |                                                      |                                                      |                                                      |
|                                                      | Type 909 (en)                                        | 891                                                  | 毕昇 Bi Sheng                                        | 4 600 t.                                             | Décembre 1997                                        | Actif                                                |
| Bâtiments banc d'essais de lutte anti-sous-marine    |                                                      |                                                      |                                                      |                                                      |                                                      |                                                      |
|                                                      | -                                                    | -                                                    | 北调 Beidiao 993                                     | 2 300 t.                                             | 28 décembre 2000                                     | Actif                                                |
| Repêcheurs de torpilles                              |                                                      |                                                      |                                                      |                                                      |                                                      |                                                      |
|                                                      | Type 917 (en)                                        | -                                                    | 北运 Beiyun 455                                      | 740 t.                                               | 1990 -                                               | Actif                                                |
| 北运 Beiyun 529                                      | Type 917 (en)                                        | -                                                    |                                                      | 740 t.                                               | 1990 -                                               | Actif                                                |
| 南运 Nanyun 841                                      | Type 917 (en)                                        | -                                                    |                                                      | 740 t.                                               | 1990 -                                               | Actif                                                |
| 东远 Dongyun 803                                     | Type 917 (en)                                        | -                                                    |                                                      | 740 t.                                               | 1990 -                                               | Actif                                                |
| 北运 Beiyun 484                                      | Type 917 (en)                                        | -                                                    |                                                      | 740 t.                                               | 1990 -                                               | Actif                                                |
| 北运 Beiyun 485                                      | Type 917 (en)                                        | -                                                    |                                                      | 740 t.                                               | 1990 -                                               | Actif                                                |
| 东远 Dongyun 758                                     | Type 917 (en)                                        | -                                                    |                                                      | 740 t.                                               | 1990 -                                               | Actif                                                |
|                                                      |                                                      |                                                      |                                                      |                                                      |                                                      |                                                      |

### Navires-écoles
|                                   | Classe                          | Numéro                          | Nom                             | Déplacement                     | Admis au service                | Statut                          |
| Navires-écoles des porte-avions   | Navires-écoles des porte-avions | Navires-écoles des porte-avions | Navires-écoles des porte-avions | Navires-écoles des porte-avions | Navires-écoles des porte-avions | Navires-écoles des porte-avions |
| --------------------------------- | ------------------------------- | ------------------------------- | ------------------------------- | ------------------------------- | ------------------------------- | ------------------------------- |
|                                   | -                               | 88                              | 徐霞客 Xu Xiake                 | 30 000 t.                       | 30 juin 2011                    | Actif                           |
| 89                                | -                               | 郦道元 Li Daoyuan               | 2018                            | 30 000 t.                       |                                 | Actif                           |
| Navires-écoles porte-hélicoptères |                                 |                                 |                                 |                                 |                                 |                                 |
|                                   | Type 0891A (en)                 | 82                              | 世昌 Shichang                   | 9 600 t.                        | 28 décembre 1996                | Actif                           |
| Navires-écoles                    |                                 |                                 |                                 |                                 |                                 |                                 |
|                                   | Type 680 (en)                   | 83                              | 戚继光 Qi Jiguang               | 9 000 t.                        | 21 février 2017                 | Actif                           |
|                                   |                                 |                                 |                                 |                                 |                                 |                                 |
|                                   | Type 679 (en)                   | 81                              | 张和 Zhang He                   | 5 500 t.                        | 30 décembre 1986                | Actif                           |
| Bâtiments a voile                 |                                 |                                 |                                 |                                 |                                 |                                 |
|                                   | -                               | 86                              | 破浪 Polang                     | 1 200 t.                        | 2017                            | Actif                           |
|                                   |                                 |                                 |                                 |                                 |                                 |                                 |

### Bâtiments de service
Note : Le " Déplacement " des semi-submersibles et des docks flottants désigne le déplacement du bâtiment sans la cargaison qu'elle transporte. 
|                                 | Classe                     | Numéro                    | Nom                       | Déplacement               | Admis au service          | Statut                    |
| Bâtiment semi-submersible       | Bâtiment semi-submersible  | Bâtiment semi-submersible | Bâtiment semi-submersible | Bâtiment semi-submersible | Bâtiment semi-submersible | Bâtiment semi-submersible |
| ------------------------------- | -------------------------- | ------------------------- | ------------------------- | ------------------------- | ------------------------- | ------------------------- |
|                                 | Donghai Dao (en)           | 868                       | 东海岛 Donghai Dao        | 23 000 t.                 | 10 juillet 2015           | Actif                     |
| Docks flottant                  |                            |                           |                           |                           |                           |                           |
|                                 | -                          | -                         | 华船 Hua Chuan 1          | 13 000 t.                 | 29 février 2016           | Actif                     |
| Câbliers                        |                            |                           |                           |                           |                           |                           |
|                                 | -                          | -                         | 东缆 Donglan 885          | 5 000 t.                  | 30 janvier 2015           | Actif                     |
| 南缆 Nanlan 233                 | -                          | -                         | 2017                      | 5 000 t.                  |                           | Actif                     |
|                                 |                            |                           |                           |                           |                           |                           |
|                                 | Type 991 II (en)           | -                         | 北缆 Beilan 764           | 1 350 t.                  | 1978 - 1983               | Actif                     |
| -                               | Type 991 II (en)           | 北缆 Beilan 765           |                           | 1 350 t.                  | 1978 - 1983               | Actif                     |
| -                               | Type 991 II (en)           | 东缆 Donglan 873          |                           | 1 350 t.                  | 1978 - 1983               | Actif                     |
| -                               | Type 991 II (en)           | 东缆 Donglan 874          |                           | 1 350 t.                  | 1978 - 1983               | Actif                     |
| Bâtiments démagnetiseur         |                            |                           |                           |                           |                           |                           |
|                                 | Type 911 I (en)            | -                         | 东勤 Dongqin 870          | ≈ 1 300 t.                | 2009                      | Actif                     |
| -                               | Type 911 I (en)            | 北勤 Beiqin 207           | 2017                      | ≈ 1 300 t.                |                           | Actif                     |
|                                 |                            |                           |                           |                           |                           |                           |
|                                 | Type 912 IIIA / IIIAH (en) | -                         | 北勤 Beiqin 735           | 750 t.                    | 1988 -                    | Actif                     |
| -                               | Type 912 IIIA / IIIAH (en) | 北勤 Beiqin 736           |                           | 750 t.                    | 1988 -                    | Actif                     |
| -                               | Type 912 IIIA / IIIAH (en) | 南勤 Nanqin 203           |                           | 750 t.                    | 1988 -                    | Actif                     |
| -                               | Type 912 IIIA / IIIAH (en) | 东勤 Dongqin 860          |                           | 750 t.                    | 1988 -                    | Actif                     |
| -                               | Type 912 IIIA / IIIAH (en) | 东勤 Dongqin 863          |                           | 750 t.                    | 1988 -                    | Actif                     |
| -                               | Type 912 IIIA / IIIAH (en) | 东勤 Dongqin 864          |                           | 750 t.                    | 1988 -                    | Actif                     |
| Bâtiments de soutien de plongée |                            |                           |                           |                           |                           |                           |
|                                 | Type 904 II (en)           | -                         | 勘查 Kancha 2             | 1 350 t.                  | 1983                      | Actif                     |
|                                 |                            |                           |                           |                           |                           |                           |

### Brise-Glaces
|   | Classe        | Numéro           | Nom              | Déplacement | Admis au service | Statut |
| - | ------------- | ---------------- | ---------------- | ----------- | ---------------- | ------ |
|   | Type 272 (en) | -                | 海冰 Haibing 722 | 4 860 t.    | 28 décembre 2015 | Actif  |
| - | Type 272 (en) | 海冰 Haibing 723 | 17 mars 2016     | 4 860 t.    |                  | Actif  |
|   |               |                  |                  |             |                  |        |

### Remorqueurs
|                                                                                            | Classe                   | Numéro                   | Nom                      | Déplacement              | Admis au service         | Statut                   |
| Remorqueurs de sauvetage                                                                   | Remorqueurs de sauvetage | Remorqueurs de sauvetage | Remorqueurs de sauvetage | Remorqueurs de sauvetage | Remorqueurs de sauvetage | Remorqueurs de sauvetage |
|                                                                                            | Classe                   | Nom                      | Nom                      | Déplacement              | Admis au service         | Statut                   |
| ------------------------------------------------------------------------------------------ | ------------------------ | ------------------------ | ------------------------ | ------------------------ | ------------------------ | ------------------------ |
|                                                                                            | Type 922 IIIA (en)       | 东就 Dong Jiu 332        | 东就 Dong Jiu 332        | 4 450 t.                 | 1987 -                   | Actif                    |
| 北就 Bei Jiu 138                                                                           | Type 922 IIIA (en)       |                          |                          | 4 450 t.                 | 1987 -                   | Actif                    |
| 南就 Nan Jiu 510                                                                           | Type 922 IIIA (en)       |                          |                          | 4 450 t.                 | 1987 -                   | Actif                    |
|                                                                                            |                          |                          |                          |                          |                          |                          |
|                                                                                            | Type 922 III (en)        | 北就 Bei Jiu 122         | 北就 Bei Jiu 122         | 4 450 t.                 | 1987                     | Actif                    |
|                                                                                            |                          |                          |                          |                          |                          |                          |
|                                                                                            | Type 917 (en)            | 北就 Bei Jiu 143         | 北就 Bei Jiu 143         | 550 t.                   | 2013                     | Actif                    |
| 东就 Dong Jiu 335                                                                          | 东就 Dong Jiu 335        | 2013                     |                          | 550 t.                   |                          | Actif                    |
| 男就 Nan Jiu 551                                                                           | 男就 Nan Jiu 551         | 2013                     |                          | 550 t.                   |                          | Actif                    |
| Remorqueurs hauturier                                                                      |                          |                          |                          |                          |                          |                          |
|                                                                                            | -                        | -                        | 被拖 Beituo 739          | 6 000 t.                 | 20 juillet 2017          | Actif                    |
| -                                                                                          | -                        | 南拖 Nantuo 195          | 2018                     | 6 000 t.                 |                          | Actif                    |
|                                                                                            |                          |                          |                          |                          |                          |                          |
|                                                                                            | -                        | -                        | 南拖 Nantuo 181          | 3 300 t.                 | 2004                     | Actif                    |
| -                                                                                          | -                        | 南拖 Nantuo 189          | 2007                     | 3 300 t.                 |                          | Actif                    |
| -                                                                                          | -                        | 被拖 Beituo 721          | 2008                     | 3 300 t.                 |                          | Actif                    |
|                                                                                            |                          |                          |                          |                          |                          |                          |
|                                                                                            | -                        | -                        | 东拖 Dongtuo 890         | 4 000 t.                 | 1993                     | Actif                    |
| Remorqueurs portuaire                                                                      |                          |                          |                          |                          |                          |                          |
|                                                                                            | Classe                   | Nombre                   | Nombre                   | Déplacement              | Admis au service         | Statut                   |
|                                                                                            | -                        | 11                       | 11                       | 2 300 t.                 | 2004 -                   | Actif                    |
|                                                                                            | Type 837 (en)            | 18                       | 18                       | 1 470 t.                 | Années 1990              | Actif                    |
| Légende : « Actif » Un ou plusieurs navires de cette classe sont en cours de construction. |                          |                          |                          |                          |                          |                          |